# Xeneboda
Xeneboda es un género de polillas de la familia Tortricidae.

## Especies
- Xeneboda congo Razowski, 2012
- Xeneboda kumasiana Razowski & Tuck, 2000
- Xeneboda mayumbea Razowski, 2012